# Свободная сирийская армия
Свобо́дная сири́йская а́рмия (Свободная армия Сирии, Сирийская свободная армия, сокращённо ССА, араб. الجيش السوري الحر‎, аль-джейш ас-сури аль-хурр, англ. Free Syrian Army, FSA) — одна из крупнейших вооружённых оппозиционных группировок в Сирии, которые вели вооружённую борьбу против правительства Сирии, возглавлявшегося президентом Башаром Асадом.
О создании ССА было объявлено 29 июля 2011 года, когда группа офицеров-дезертиров во главе с полковником Риядом аль-Асаадом опубликовала видеообращение, в котором призвала солдат сирийской армии переходить на их сторону. В настоящий момент должность главы Высшего военного совета ССА занимает бывший бригадный генерал сирийских вооружённых сил Салим Идрис, однако фактически реальное командование организаций осуществляют полевые командиры на местах, таким образом, Идрис является скорее представителем ССА, чем военным лидером.
ССА имеет зонтичную структуру и состоит из небольших локальных организаций, действующих на всей захваченной территории Сирии. Наименование «ССА» часто используется как обобщающее для всей вооружённой оппозиции правительству Сирии, но на деле является конкретным альянсом повстанческих группировок. Численность на 2013 год оценивалась от 30 до 50 тыс. человек; по собственным данным группировки, на июнь 2013 года она насчитывала около 80 тыс. бойцов.
Большинство членов ССА являются арабами-суннитами, однако в её составе присутствуют организации, сформированные из курдов, сирийских туркменов, палестинцев, ливийцев и друзов. В составе ССА также присутствуют боевики из Ливана, Туниса, Саудовской Аравии и других стран.
Несмотря на доминирование Братьев-мусульман, Сирийская свободная армия рассматривается как «умеренная» «светская» часть сирийской оппозиции, так как её политическое крыло — Национальную коалицию — часто представляют и возглавляют коммунисты, христиане, коммунисты-христиане и т. д., в отличие от таких радикальных группировок, как «Фронт ан-Нусра». Противоречия между умеренной и радикальной исламистской частью оппозиции нередко приводят к вооружённым столкновениям.
После вмешательства Турции в гражданскую войну в Сирии в 2016 году вооружённая оппозиция стала более зависимой от Анкары. Через Турцию шло снабжение формирований оппозиции, а территория Турции  использовалась воюющими на севере Сирии группировками в качестве убежища. В 2017 году при поддержке Турции была сформирована новая коалиция оппозиционных группировок, получившая название Сирийская национальная армия. Большинство повстанцев из Свободной сирийской армии влились в состав новой коалиции.

## Хронология
Впервые проявила себя 29 июля 2011 года в видеообращении, призывавшем сирийских военных переходить на сторону оппозиции. 30 сентября замечена активность ССА близ города Растан (20 км к северу от Хомса).
Некоторое время параллельно с ССА существовала другая структура — «Движение свободных офицеров». Но после того, как её основатель подполковник Хусейн Хармуш был задержан и вывезен из Турции сотрудниками сирийских спецслужб, две группировки приняли решение о слиянии.
16 ноября 2011 года бойцы ССА напали на комплекс зданий разведывательной службы ВВС Сирии на окраине Дамаска, обстреляв его из миномётов и пулемётов.
8 февраля 2012 года появилась информация об аресте лидера ССА сирийским спецназом недалеко от турецкой границы. Неделей ранее сирийские власти убили другого командира ССА полковника-дезертира Хуссейна Гармуша.
Противоречивая информация поступала о причастности ССА к теракту в Алеппо 10 февраля, в результате которого погибло 28 человек. ССА возглавил полковник Ареф Хамуд, находящийся в Турции.
14 февраля сирийские правительственные силы блокировали отряд ССА в квартале Баб Амр города Хомс.
4 июня Сами аль-Курди сообщил, что Свободная армия Сирии отказывается от соглашения по прекращению огня.
В ночь на 13 июля представители различных сирийских оппозиционных организаций сообщили, что в результате обстрелов Тремсы правительственной армией Сирии погибли, по разным данным, от 100 до 200 мирных жителей. Однако уже днём боец ССА в беседе с Франс Пресс заявил, что число гражданских лиц, погибших в результате артобстрелов, не превышает семи человек. Остальные — члены ССА. Трофеями регулярной армии стали 25 спутниковых телефонов, 65 автоматов, снайперских винтовок и пулемётов, 9 гранатомётов.
16 июля представители ССА объявили, что в 20 часов по местному времени начнётся массовое наступление на регулярные войска и вооружённые отряды (в том числе «Хизбалла» и Стражи Исламской революции) поддерживающие правительство. Операция получила название «Дамасский вулкан и сирийское землетрясение». 17 июля с призывом «поддержать восстание в Дамаске» выступили Братья-мусульмане.
18 июля в результате теракта в Дамаске в здании Службы национальной безопасности Сирии погибли министр обороны Дауд Раджиха и его заместитель по вопросам безопасности, бывший шеф военной разведки Асеф Шаукат (зять сирийского президента), помощник вице-президента Хасан Туркмани. На странице в Facebook ответственность за теракт взяла «Лива аль-Ислам». В то же время, причастность Свободной сирийской армии к теракту подтвердил её представитель полковник Касим Саадуддин. Между тем ранее Саадуддин заверял, что теракт организован по распоряжению сирийских властей.
19 июля повстанец, представившийся офицером Свободной армии Сирии, в видеозаписи на YouTube рассказал о том, что в ходе трёхнедельных боёв ими был захвачен город Аазаз, расположенный в непосредственной близости от турецкой границы. Голос за кадром кричит, что было сожжено 20 единиц правительственной бронетехники.
В конце июля генерал Мустафа аль-Шейх ССА сравнил по значению для повстанцев Алеппо с Бенгази, сообщив, что после захвата города «мы легко сможем снабжать всем необходимым наших бойцов из соседней Турции».
21 декабря 2015 года ССА взяла на себя ответственность за уничтожение Самира Кунтара, убитого днём ранее.
19 мая 2017 года в штабе ССА, расположенном в городе Нава, прогремел мощный взрыв. Оказалось, что в здание, где находился командный центр Кассема Абу аль-Дзена — лидера военного совета Нава, — проник террорист-смертник ИГ. Сообщалось о гибели нескольких видных членов ССА.
30 декабря 2017 года Турция из ряда группировок ССА образовала Сирийскую национальную армию, которая также получила в СМИ название «поддерживаемая Турцией Свободная сирийская армия».

## Состав
ССА состоит по преимуществу из суннитов, которые дезертировали после начала волнений из армии Сирии, кроме того, ССА постоянно пополняется джихадистами из Ливана, Ирака, Туниса, что власти этих стран не раз признавали официально.

## Деятельность

### Похищения людей
В октябре 2012 года боевики группировки похитили гражданку Украины журналистку Анхар Кочневу, за освобождение которой требовали выкуп (изначально — 50 миллионов долларов США). В декабре 2012 года они выступили с обещанием казнить заложницу в связи с тем, что МИД Украины обратился к официальному Дамаску с призывом действовать более активно для освобождения Анхар, а также призвали к убийствам украинцев, русских и иранцев на территории Сирии и за её пределами. Позднее этой же группировкой были похищены двое россиян и итальянец — и опять с требованием выкупа.

## Поддержка
Поставки оружия отрядам ССА осуществляются из запасов армии Саудовской Аравии через аэропорт Аданы. Оборудование связи поставлялось из Франции. Распределение контролировали отряды ЦРУ с целью предотвратить попадание вооружений радикальным исламистам.
Летом 2012 года Турцией были поставлены 20 ПЗРК. В это время военно-воздушные силы Сирии стали нести заметные потери; с августа по октябрь они лишились по крайней мере 6 самолётов и 4 вертолётов.
США открыто поддерживают ССА. В частности ими было поставлено (ПТРК) BGM-71, напрямую из Вашингтона.
В одном из запросов к США политическое крыло ССА просило поставить 1000 РПГ-29, 500 ПЗРК «Стрела», 750 крупнокалиберных пулемётов, бронежилеты и средства связи, (так, сдача города Хан-Шейхун в провинции Идлиб, по словам повстанцев, была обусловлена нехваткой боеприпасов).
Также ССА жалуется, что им хронически не хватает ракетных вооружений, в частности, противотанковых ракетных комплексов.
Основной угрозой для отрядов ССА являлась 4-я бронетанковая дивизия под командованием Махера Асада, насчитывающая 25 тыс. контрактников, на вооружении которой состоят ударные вертолёты и последние модели российских танков.
Также повстанцы стараются избегать прямых столкновений с полками сирийского спецназа и подразделениями Республиканской гвардии, которые также отличаются верностью действующему руководству страны.
В настоящее время, несмотря на риторику представителей ССА за пределами Сирии о враждебности к «Аль-Каиде» и её сирийскому крылу — Джебхат-ан-Нусра, — под вывеской «Сирийской свободной армии» действуют, в основном, отряды Джебхат-ан-Нусра и их союзники, хотя пресса называет Сирийской свободной армией также отряды Армии ислама и Исламского фронта и их союзников, кроме YPG/YPJ. Впрочем, и Джебхат-ан-Нусра иногда заявляет, что прекратила отдельную вооружённую борьбу, и её боевики влились в состав Фронта Леванта, у которого общий духовный лидер с Армией ислама и Исламским фронтом — Захран Аллуш.

## Критика
Отсутствует (на май 2012 года) единое планирование и координация действий.
Официальные власти Сирии перекладывают ответственность за стрельбу по мирным демонстрантам на ССА. В подтверждение официальной позиции по сирийскому государственному ТВ было показано признание, в котором Хармуш подтверждает, будто именно вооружённые группы (англ. armed groups) открывали огонь по мирным гражданам, выходившим на улицы после пятничной молитвы. После этого, по приговору[кого?], полковник Хуссейн Хармуш был расстрелян.
ООН обвинила ССА в вербовке несовершеннолетних для участия в вооружённых столкновениях. По данным некоторых СМИ, это обусловлено нехваткой взрослых бойцов.

## Исламский фронт
25 сентября 2013 года 13 наиболее эффективных в то время военных группировок сирийских мятежников отказали в поддержке Национальной сирийской коалиции, порвали с Сирийской свободной армией (ССА) и сформировали свой собственный военный альянс «Исламская коалиция». Её центральным звеном стало одно из подразделений «Аль-Каиды» — Фронт ан-Нусра (Джебхат-ан-Нусра).
К этому альянсу присоединились три крупнейших формирования ССА — Лива а-Тавхид, Лива аль-Ислам и Сукор аш-Шам и ряд более мелких группировок.
По данным The Washington Post, Исламская коалиция на момент создания охватывала 75 % всех оппозиционных сил.
В пресс-релизе № 1 альянса сообщается: «Сирийская национальная коалиция нас не представляет, равно как и мы не признаём её полномочий. Мы призываем все гражданские и военные группы объединиться на ясной исламской основе, базирующейся на шариате, который является единственной основой законности… Будущее Сирии должны определять те, кто сражался и проливал кровь на её территории».
Ещё до создания коалиции в состав Джебхат-ан-Нусра влилась одна из наиболее боеспособных и крупных единиц ССА — 11-я дивизия, контролирующая город Ракка и одноимённую провинцию на востоке страны.
Касем Саад Эддин — один из командиров ССА — опроверг сообщения о расколе в вооружённом крыле сирийской оппозиции и отказе командиров 13 повстанческих группировок выполнять приказы генштаба Национальной коалиции сирийской оппозиции. Он заявил в эфире французской радиостанции «Франс интер», что военизированные группировки, которые ранее заявили о выходе из Национальной коалиции оппозиционных сил, продолжают контролироваться командованием ССА. Заявления о выходе из оппозиционной коалиции, прозвучавшие ранее, он назвал «политической декларацией, не являющейся расколом».